# Juan Bautista Plaza

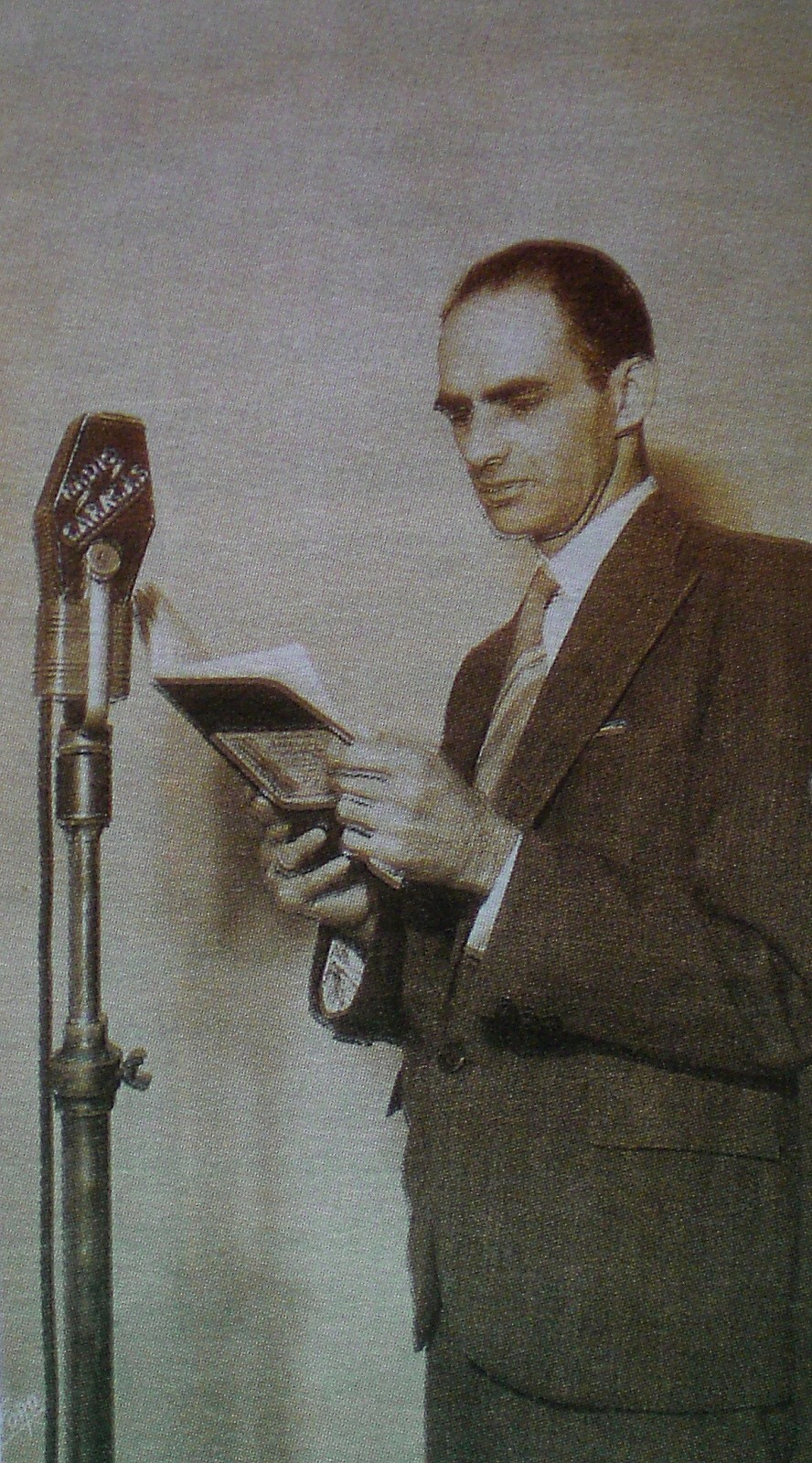
Juan Bautista Plaza

Juan Bautista Plaza Anfonzo (* 19. Juli 1898 in Caracas; † 1. Januar 1965 ebenda) war ein venezolanischer Komponist und Musikwissenschaftler.

## Leben
Plaza begann 1916 ein Klavier- und Musiktheoriestudium bei Jesús María Suárez. Nachdem er ein Jahr Jura und zwei Jahre Medizin studiert hatte, erhielt er 1920 ein Stipendium für das Studium der Kirchenmusik in Rom, das er 1923 abschloss. Nach seiner Rückkehr nach Caracas wurde er Kapellmeister und Organist an der Kathedrale der Stadt. Er hatte diese Stelle bis 1948 inne.
Von 1924 bis 1928 war er Professor für Harmonielehre und Komposition an der Escuela Nacional de Música de Caracas. 1931 schuf das Kultusministerium für ihn einen Lehrstuhl für Musikgeschichte und -ästhetik an derselben Schule, den er bis 1962 innehatte. 
Von 1936 bis 1944 arbeitete er das im Besitz der Escuela National befindliche Material zur Musik Venezuelas in der Kolonialzeit auf. Als Ergebnis wurden in Zusammenarbeit mit dem Instituto Interamericano de Musicología Montevideo zwölf Bände mit Notenmaterial veröffentlicht.
1945 gründete Plaza die Escuela Preparatoria de Música (heute Escuela Juan Manuel Olivares), die er von 1948 bis 1962 leitete.

## Werke
- Miserere (1924)
- Las Horas (1930)
- Misa de Réquiem (1933)
- Fuga criolla (1931)
- 7 canciones criollas (1932)
- Sonatina venezolana (1934)
- El picacho abrupto (1936)
- Cantata de Navidad (1939)
- Las campanas de Pascua (1940)
- Fuga romántica venezolana (1950)
- Cuatro ritmos de danzas (1952)
- Elegía (1953)
- Misa litúrgica de la esperanza (1962)